# مالي في الألعاب الأولمبية الصيفية 2016
نافست مالي في دورة الألعاب الأولمبية الصيفية 2016 في ريو دي جانيرو، البرازيل، من 05-21 أغسطس 2016.
شاركت مالي لأول مرة في عام 1964 في الألعاب الاولمبية الصيفية وشارك الرياضيين المالييين في كل دورة من دورات الألعاب الأولمبية الصيفية، باستثناء دورة الألعاب الأولمبية الصيفية 1976 في مونتريال بسبب المقاطعة الأفريقية.